# Tobias Hysén
Tobias Hysén (* 9. März 1982 in Göteborg) ist ein ehemaliger schwedischer Fußballspieler. Der Offensivspieler, der 2005 in der schwedischen Nationalmannschaft debütierte, ist der Sohn des mehrfachen Nationalspielers Glenn Hysén.

## Werdegang

### Anfangsjahre
Hysén begann mit dem Fußballspielen bei Ubbhults IF. Über Lundby IF stieß er zum Göteborger Klub BK Häcken. Für den Verein debütierte er in der Spielzeit 2000 in der Allsvenskan. Zunächst war er nur Ergänzungsspieler und blieb dem Klub auch nach dem Abstieg aus der Erstklassigkeit am Ende der folgenden Spielzeit treu. Bevor er 2002 für den Klub in der Superettan aufgelaufen war, debütierte er am 13. Februar des Jahres bei der 0:3-Niederlage gegen die griechische U-21-Mannschaft in der schwedischen U-21-Auswahl, als er in der 65. Spielminute für Patrik Jönsson eingewechselt wurde. Während er im Laufe des Jahres zwar weiterhin in die Auswahlmannschaft berufen wurde, aber dort kaum zum Einsatz kam, konnte er sich bei seinem Klub in die Stammformation spielen und bestritt 25 der 30 Saisonspiele, wobei ihm sieben Saisontore gelangen. Auch in der Zweitligaspielzeit 2003 stach er durch seine Konstanz hervor und erreichte mit der Mannschaft den dritten Tabellenrang, der zu Relegationsspielen gegen den Drittletzten der Allsvenskan berechtigte. In den Entscheidungsspielen gegen GIF Sundsvall scheiterte er jedoch mit dem Klub.

### Erfolg mit Djurgårdens IF und Misserfolg in England

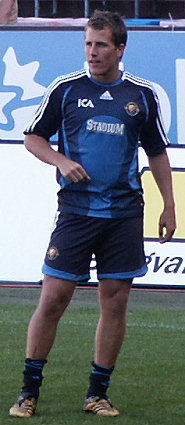
Hysén im August 2006 beim Training mit Djurgårdens IF

Nach dem verpassten Wiederaufstieg nahm Hysén ein Angebot des Stockholmer Vereins Djurgårdens IF wahr und kehrte in die Allsvenskan zurück. Bei seinem neuen Klub, der zwei Millionen schwedische Kronen Ablösesumme für seine Dienste bezahlte, unterschrieb er einen Vierjahres-Kontrakt. Als Stammkraft im Mittelfeld schaffte er im Sommer den Sprung in den Kader der U-21-Landesauswahl für die U-21-Europameisterschaft 2004. An der Seite von Spielern wie Stefan Ishizaki, Johan Elmander oder Fredrik Stenman erreichte er das Halbfinale des Turniers, nach Niederlagen gegen die serbisch-montenegrinische bzw. die portugiesische U-21-Auswahl belegte er mit der Mannschaft den vierten Rang.
Mit seinem Verein war Hysén im Laufe des Jahres erfolgreicher: 2004 holte er im Finalspiel um den Landespokal an der Seite von Johan Arneng, dem Doppeltorschützen Daniel Sjölund und Matías Concha durch einen 3:1-Erfolg über IFK Göteborg den Landespokal. Seine Leistungen wurden auch von Nationaltrainer Lars Lagerbäck honoriert und am 22. Januar des folgenden Jahres debütierte er beim 1:1-Unentschieden gegen Südkorea in der A-Nationalmannschaft. In der anschließenden Spielzeit 2005 half er mit, den Erfolg des Vorjahres noch zu überbieten. Nachdem er nur in einem Spiel nicht auf dem Platz gestanden hatte, konnte er am Saisonende den Gewinn des Lennart-Johansson-Pokals als schwedischer Meister feiern. Eine Woche nach Abschluss der Spielzeit gelang die Titelverteidigung des Pokals durch einen 2:0-Sieg gegen Åtvidabergs FF und somit der Gewinn des Doubles.
Während Hysén ausschließlich in den Länderspielen der schwedischen Auswahl zu Jahresbeginn weiterhin berücksichtigt wurde, kam er auch auf Klubebene durch die Erfolge auf Landesebene international zum Einsatz. Sowohl im UEFA-Pokal als auch der UEFA Champions League schied er mit dem Klub bereits in der ersten Runde bzw. der Qualifikation aus, im UEFA-Pokal 2004/05 verpasste er mit der Mannschaft trotz zweier Toren beim 3:0-Rückspielerfolg gegen den niederländischen Klub FC Utrecht nach einer 0:4-Hinspielniederlage den Aufstieg in die zweite Runde. Zudem trat er mit Djurgårdens IF in der Royal League an, der nordeuropäische Wettbewerb verlief jedoch für den Verein ähnlich erfolglos.
In der folgenden Spielzeit gehörte Hysén in der ersten Saisonhälfte weiterhin zu den Stammkräften. Im August des Jahres nahm er jedoch ein Angebot des AFC Sunderland an und wechselte für 23 Millionen schwedische Kronen nach England. Seine Auslandsstation war jedoch nicht von Erfolg gekrönt. Unter Trainer Roy Keane erreichte die Mannschaft zwar die Meisterschaft der Football League Championship und damit den Aufstieg in die Premier League, Hysén kam jedoch fast ausschließlich als Einwechselspieler zum Zug.

### Rückkehr nach Schweden
Aufgrund der mangelnden Spielpraxis entschied sich Hysén für eine Rückkehr nach Schweden. Im August 2007 vermeldete IFK Göteborg die Verpflichtung des Spielers als Nachfolger des in die Niederlande zum FC Groningen gewechselten Marcus Berg. Am Saisonende konnte er nach sechs Saisoneinsätzen für den Verein seinen zweiten Meistertitel in Schweden feiern, das Double wurde durch eine 0:3-Niederlage im Pokalfinale gegen Kalmar FF verpasst. In der Spielzeit 2008 hatte er sich als Stammspieler etabliert und verpasste keines der 30 Saisonspiele. Zwar erreichte die Mannschaft in der Liga nur den dritten Platz, im Pokalfinale konnte sie sich an Meister KFF für die Vorjahresniederlage revanchieren und nach einem 5:4-Erfolg nach Elfmeterschießen war Hysén zum dritten Mal in seiner Laufbahn Pokalsieger in Schweden.
Bis zur Sommerpause der Spielzeit 2009 zeichnete sich Hysén als regelmäßiger Torschütze aus. Mit neun Toren in zwölf Spielen verhalf er seinem Klub zum ersten Tabellenrang in der Liga. Daraufhin holte ihn Lars Lagerbäck für die beiden letzten Länderspiele der Nationalmannschaft vor der Sommerpause in den Kader der Landesauswahl zurück und beim 4:0-Erfolg über die maltesische Nationalmannschaft am 10. Juni des Jahres kam er als Einwechselspieler zu seinem sechsten Länderspieleinsatz, als er Marcus Berg in der 78. Spielminute ersetzte. Bis zum Saisonende erwies er sich als treffsicherer Torschütze und hielt IFK Göteborg im Meisterschaftsrennen. Am letzten Spieltag verpasste er mit dem Klub im direkten Duell mit dem Konkurrenten AIK durch eine 1:2-Heimniederlage den erneuten Titelgewinn, mit 18 Saisontoren wurde er jedoch gemeinsam mit Wanderson do Carmo vom Ortsrivalen GAIS Torschützenkönig der Liga. In die folgende Spielzeit startete er mit seinem Klub als Meisterschaftskandidat. Wenngleich er mit zehn Saisontoren erneut zweistellig traf und sich somit im Kreis der Nationalmannschaft etablierte, verlief für den Verein die Saison durchwachsen und als Tabellensiebter verpasste er einen internationalen Wettbewerb.
Nachdem Hysén sich auch in der ersten Hälfte der Spielzeit 2011 als regelmäßiger Torschütze ausgezeichnet hatte, kamen Spekulationen über einen Vereinswechsel auf. Anfang Juli verlängerte er jedoch seinen Vertrag vorzeitig bis Ende 2015.

### Station China
Zu Beginn des Jahres 2014 unterschrieb Hysén einen Vertrag bei Shanghai SIPG aus der Chinese Super League. Bei seinem neuen Verein war er sofort Stammspieler und traf gleich am 2. Spieltag der Saison 2014 doppelt. Insgesamt erzielte er im Laufe der Spielzeit 2014 19 Saisontore und platzierte sich damit unter den besten Drei der Torschützenliste der chinesischen Meisterschaft. Parallel lief er im Jahresverlauf weiter für die schwedische Nationalmannschaft auf, mit der er jedoch die Teilnahme an der Weltmeisterschaftsendrunde 2014 verpasst hatte. Im September bestritt er anlässlich des 2:0-Erfolgs über Estland im Rahmen der Qualifikation zur Europameisterschaft 2016 schließlich sein letztes von 34 Länderspielen. In der folgenden Spielzeit kam er auf 12 Treffer im Saisonverlauf, womit er vereinsintern hinter Wu Lei zweitbester Torschütze war. Mit zwei Punkten Rückstand auf Titelverteidiger Guangzhou Evergrande verpasste er mit der Mannschaft als Tabellenzweiter den Meistertitel.

### Rückkehr nach Schweden
Im Januar 2016 kehrte Hysén zum IFK Göteborg in die Allsvenskan zurück, bei dem er einen bis Ende 2017 laufenden Kontakt mit Option auf Verlängerung unterzeichnete. Unter Trainer Jörgen Lennartsson kam er anfangs vornehmlich als Einwechselspieler zum Einsatz, etablierte sich aber im Saisonverlauf in der Startformation. Mit zehn Saisontoren in der Spielzeit 2016 war er vereinsintern bester Torschütze, als Tabellenvierter verpasste er mit der Mannschaft den Einzug in den Europapokal. Im Juli 2017 – Hysén stand zu diesem Zeitpunkt erneut an der Spitze der vereinsinternen Torschützenliste – wurde die Option gezogen und der Vertrag bis Ende 2018 verlängert.

## Erfolge
- Schwedischer Meister: 2005, 2007
- Schwedischer Pokalsieger: 2004, 2005, 2008
- Torschützenkönig der Allsvenskan: 2009
- Aufstieg in die Premier League: 2007